# San Isidro, Burgos
San Isidro är en ort i Mexiko.   Den ligger i kommunen Burgos och delstaten Tamaulipas, i den centrala delen av landet, 600 km norr om huvudstaden Mexico City. San Isidro ligger 250 meter över havet och antalet invånare är 123.
Terrängen runt San Isidro är platt åt nordost, men åt sydväst är den kuperad. Terrängen runt San Isidro sluttar norrut. Runt San Isidro är det mycket glesbefolkat, med 2 invånare per kvadratkilometer. Det finns inga andra samhällen i närheten. Trakten runt San Isidro består i huvudsak av gräsmarker.